# Calescro
Calescro fue un antiguo ateniense, hijo de Drópides (hermano de Solón, e hijo de Exikestidis)  y padre del famoso Critias (uno de los Treinta Tiranos), según Plutarco y según los diálogos de Platón y Glaucón. Aunque Proclo dice que Calescro y Glauco eran hermanos, siendo ambos hijos de Critias el mayor. Debido a que Glauco fue el padre de Perictione, Calescro fue el bisabuelo de Platón. Nació en el 490 a. C. y en el 411 a. C. todavía estaba vivo, ya que se le menciona como miembro del consejo de los Cuatrocientos.
Diógenes Laercio III:
"Platón fue el hijo de Aristón, que era ateniense, y de Perictione ( o Potone), que siguió su genealogía hasta Solón. Tenía un hermano llamado Drópides, que era padre de Critias, es padre de Calescro, el padre de Critias, que era uno de los Treinta . También era padre de Glaucón, el padre de Cármides y de Perictione. Por tanto, Platón, hijo de Aristón y de Perictione, fue la sexta generación hasta Solón, y Solón siguió su parentesco hasta Neleo y Poseidón. Su padre también decía venir de sangre directa con Codro, hijo de Melanto, y, según Trásilo, Codro y Melanto también siguen su parentesco hasta Poseidón"
Πλάτων, ἀρίστωνος καὶ περικτιόνης - ἢ πωτώνης - ἀθηναῖος, ἥτις τὸ γένος ἀνέφερεν εἰς σόλνα. Τούτου γὰρ ἦν ἀδελφὸς Δρωπίδης, οὗ Κριτίας, οὗ Κάλλαισχρος, οὗ Κριτίας ὁ τῶν τριάκοντα καὶ Γλαύκων, οὗ Χαρμίδης καὶ Περικτιόνη, ἧς καὶ Ἀρίστωνος Πλάτων, ἕκτος ἀπὸ Σόλωνος. Ὁ δὲ Σόλων εἰς Νηλέα καὶ Ποσειδῶνα ἀνέφερε τὸ γένος. Φασὶ Δὲ καὶ τὸν πατέρα αὐτοῦ ἀνάγειν εἰς κόδρον τὸν μελάνθου, οἵτινες ἀπὸ ποσειδῶνος ἱστορορνται και θρλλorro.
Por Calescro también se conoce al Arconte epónimo de Atenas durante los años 220-219 a. C., además de un arquitecto mencionado por Vitrubio (uno de los que dirigió la construcción de la Estatua de Zeus en Olimpia en Atenas durante el periodo del tirano Pisístrato, junto con Antístato, Antimáquides, Formos y Perinos).